# Bao Yixin

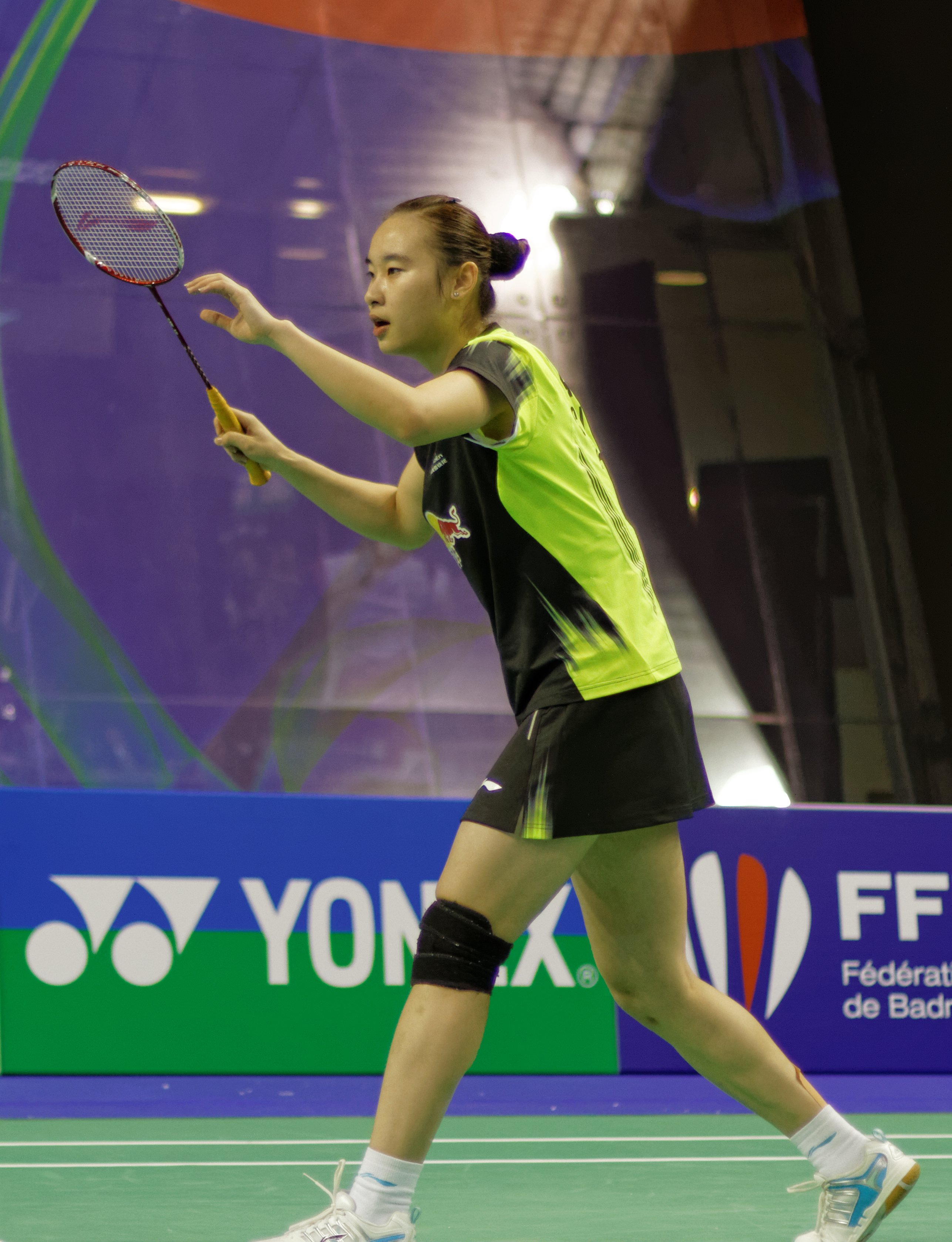
Bao Yixin

Bao Yixin (chinesisch 包宜鑫, Pinyin Bāo Yíxīn; * 29. September 1992 in der Provinz Hunan) ist eine chinesische Badmintonspielerin.

## Karriere
Bei der Junioren-Badmintonasienmeisterschaft erntete Bao Yixin erste Lorbeeren, als sie 2009 Titelträgerin im Mixed mit Lu Kai wurde. Ein Jahr später verteidigte sie den Titel mit Liu Cheng an ihrer Seite. Im gleichen Jahr gewannen beide auch Gold bei der Junioren-Weltmeisterschaft. Ihren zweiten Titel holte sich Bao Yixin mit Ou Dongni im Damendoppel. Den Suhandinata Cup gewann sie mit dem chinesischen Team sowohl 2009 als auch 2010. Bei den China Masters 2009 schaffte sie es bis ins Achtelfinale des Mixeds.

## Sportliche Erfolge
| Veranstaltung | Saison                      | Disziplin   | Platz | Name                  |
| ------------- | --------------------------- | ----------- | ----- | --------------------- |
| 2009          | Junioren-Asienmeisterschaft | Mixed       | 1     | Lu Kai / Bao Yixin    |
| 2009          | Suhandinata Cup             | Team        | 1     | China                 |
| 2010          | Junioren-Asienmeisterschaft | Mixed       | 1     | Liu Cheng / Bao Yixin |
| 2010          | Junioren-Weltmeisterschaft  | Damendoppel | 1     | Ou Dongni / Bao Yixin |
| 2010          | Junioren-Weltmeisterschaft  | Mixed       | 1     | Liu Cheng / Bao Yixin |
| 2010          | Suhandinata Cup             | Team        | 1     | China                 |
| 2013          | Indonesia Open              | Damendoppel | 1     | Cheng Shu / Bao Yixin |